# Machine Gun Kelly (bűnöző)
George Celino Barnes (Memphis, Tennessee, 1895. július 18. – Leavenworth, Kansas, 1954. július 18.) gúnynevén Machine Gun Kelly (magyarul: Gépfegyveres Kelly) amerikai bűnöző, aki az Alcatraz-szigeten raboskodott. Nevét a fegyveres rablásokhoz használt Thompson-géppisztolyról kapta. Leghíresebb bűncselekménye az olajbáró és üzletember, Charles F. Urschel elrablása volt, ami végül letartóztatásához vezetett.

## Élete
A szesztilalom éveiben szeszcsempészként tevékenykedett. Miután többször is összetűzésbe keveredett a memphisi rendőrséggel, barátnőjével elhagyta a várost, és Nyugatnak indult. Annak érdekében, hogy megvédelmezze családját és megszabaduljon az igazságszolgáltatástól, felvette a George R. Kelly nevet. Folytatta a szeszcsempészetet és egyéb kisebb bűncselekményeket követett el. 1928-ban az oklahomai Tulsában letartóztatták, mert szeszes italt csempészett egy indián rezervátumba. Hároméves büntetését 1928. február 11-én kezdte meg a kansasi Leavenworth fegyintézetben. Jó magaviselete miatt hamar szabadult. Röviddel ezután feleségül vette Kathryn Thorne-t, akitől megkapta első gépfegyverét. Kelly ezután több fegyveres rablást követett el.
Kelly bűnözői pályafutása azután ért véget, hogy elrabolt egy vagyonos oklahomai lakost, Charles F. Urschelt és annak barátját, Walter R. Jarrettet. A bekötött szemű Urschel számos nyomot hagyott hátra, és megjegyezte a zajokat, amelyeket rabsága alatt hallott. Ez nagyban hozzájárult ahhoz, hogy a 200 ezer dolláros váltságdíj átvétele után a Szövetségi Nyomozóiroda megtalálta az emberrablót. Az FBI emberei Memphisben bukkantak Kelly nyomára, és 1933. szeptember 26-án a kora reggeli órákban megrohamozták a bűnöző búvóhelyeként szolgáló házat. Kelly állítólag azt kiabálta a nyomozóknak, hogy ne lőjenek, és a G-Men (az angol szlengben kormányzati emberek) kifejezést használta, amely később a szövetségi ügynökök szinonimája lett.
A nyomozók őrizetbe vették Kellyt és feleségét, majd Oklahoma Citybe vitték. Szeptember 27-én egy texasi birtokon 73 ezer 250 dollárt megtaláltak a váltságdíjból. Október 12-én George és Kathryn Kellyt életfogytiglani börtönbüntetésre ítélték.
Kelly hátralévő 21 évét börtönben töltötte. Ebből 17-et az Alcatrazban húzott le, a száma 117 volt. 1951-ben átszállították Leavenworth-be, ahol 59. születésnapján szívrohamban hunyt el.

## Érdekességek
- Kellyék tárgyalása volt az első olyan szövetségi per az Amerikai Egyesült Államokban, amelyre beengedték a filmkamerákat.
- Kellyék pere volt az első emberrablási ügy, amelyet az úgynevezett Lindbergh-törvény életbe lépése után tárgyaltak, amely ezt a bűncselekménytípust szövetségi hatáskörbe emelte.
- Ez volt az első nagyobb ügy, amelyet John Edgar Hoover vezetése alatt oldott meg az FBI.
- Kellyék voltak az első vádlottak, akiket repülőgéppel szállítottak.
- FBI-dokumentumok Kelly ügyéről

## Fordítás
- Ez a szócikk részben vagy egészben  a   Machine Gun Kelly című angol Wikipédia-szócikk fordításán alapul.  Az eredeti cikk szerkesztőit annak laptörténete sorolja fel. Ez a jelzés csupán a megfogalmazás eredetét és a szerzői jogokat jelzi, nem szolgál a cikkben szereplő információk forrásmegjelöléseként.